# バラス効果
バラス効果（バラスこうか）とは、毛細管中に粘弾性のある流体が流れている際、流体が毛細管から出ようとすると、流れている流体の直径が毛細管の出口付近で毛細管の内径より大きくなる現象である。メリントン効果またはダイスウェル効果とも呼ばれる。原因としては、毛細管内で液体に生じた張力や弾性による液体の変形が毛細管を出る際に解放されるためだと考えられている。毛細管が長い場合には前者の、毛細管が短い場合には後者の原因が大きくなる。